# Élie Ier d'Alexandrie
Élie Ier d'Alexandrie fut patriarche melkite d'Alexandrie de 963 au 12 mai 1000.